# 김성은 (1983년)
김성은(1983년 9월 16일 ~ )은 대한민국의 배우이다.

## 학력
- 1996년 ~ 1999년 대안여자중학교 (졸업)
- 1999년 ~ 2002년 안양예술고등학교 연극영화과 (졸업)
- 2002년 ~ 2010년 세종대학교 영화예술학과 (졸업)
- 2013년 ~ 세종대학교 산업대학원 유통산업학과 (졸업)

## 경력
- 2007년 홀트아동복지회 홍보대사
- 2008년 제9회 전주국제영화제 홍보대사
- 2011년 홀트아동복지회 홍보대사
- 2012년 우당탕탕 아이쿠 홍보대사
- 2017년 서울국제음식영화제 홍보대사

## 출연 작품

### 방송

#### 드라마
| 연도 | 방송사 | 제목                                    | 역할        | 비고     |
| ---- | ------ | --------------------------------------- | ----------- | -------- |
| 1999 | MBC    | 미니 연작 - 봄                          |             |          |
| 1999 | KBS2   | 누룽지 선생과 감자 일곱개               | 고차순      |          |
| 2000 | KBS1   | 학교 3                                  | 신윤미      |          |
| 2002 | SBS    | 별을 쏘다                               |             |          |
| 2003 | KBS2   | 아내                                    | 한상호 애인 |          |
| 2003 | MBC    | 남자의 향기                             |             |          |
| 2003 | MBC    | 백조의 호수                             | 신세희      |          |
| 2004 | MBC    | 굿모닝, 공자                            | 김성은      |          |
| 2005 | SBS    | 세잎클로버                              | 김지현      |          |
| 2005 | KBS1   | 바람꽃                                  | 신정님      |          |
| 2005 | KBS1   | 별난여자 별난남자                       | 이해인      |          |
| 2007 | MBC    | 고맙습니다                              | 서은희      |          |
| 2007 | SBS    | 강남엄마 따라잡기                       | 한수진      |          |
| 2007 | KBS2   | KBS 드라마시티 - 수맥을 잡아라          | 수지        |          |
| 2008 | MBC    | 누구세요?                               | 윤하영      |          |
| 2008 | KBS2   | 돌아온 뚝배기                           | 강혜경      |          |
| 2009 | KBS2   | 2009 전설의 고향 - 금서                 | 현덕        |          |
| 2009 | MBC    | 살맛 납니다                             | 나예주      |          |
| 2011 | KBS2   | KBS 드라마 스페셜 - 그 남자가 거기 있다 | 서준희      |          |
| 2012 | SBS    | 그래도 당신                             | 신나라      |          |
| 2023 | JTBC   | 킹더랜드                                | 방유진      | 특별출연 |

#### 시트콤
- 2002년 MBC 《뉴 논스톱》 - 399회, 405회
- 2003년 SBS 《형사》

#### 교양
- 2016년 MBC 《닥터고》
- 2016년 TV조선 《살림 9단의 만물상》
- 2017년 JTBC 《TV정보쇼 빅픽처》 - MC

#### 예능
- 2007년 KBS 2TV 《해피선데이 - 불후의 명곡》 - MC
- 2008년 KBS 2TV 《뮤직뱅크》 - MC (2008.02.15~2008.05.16)
- 2008년 KBS 2TV 《대결 노래가 좋다》 - MC (2008.11.27~2009.06.11)
- 2010년 KBS 2TV 《해피버스데이》
- 2010년 트랜디 《잇 트래블》
- 2012년 올'리브 《테이스티로드》 - MC
- 2013년 스토리온 《스토리온 우먼쇼》 - MC
- 2013년 MBC 《코이카의 꿈》
- 2014년 스토리온 《미모 원정대》
- 2016년 SBS 《동상이몽, 괜찮아 괜찮아》
- 2016년 MBC 에브리원 《로맨스의 일주일 3》
- 2016년 올'리브 《옥수동 수제자》 - (특별 출연)
- 2017년 패션엔 《마마랜드》 - MC
- 2017년 KBS 2TV 《발레교습소 백조클럽》
- 2018년 패션엔 《마마랜드 2》 - MC
- 2018년 TvN 《따로 또 같이》
- 2021년 SBS 《동상이몽 2 - 너는 내 운명》

### 영화
- 2006년 《사랑은 쉬지 않는다》 - (특별 출연)
- 2007년 《마강호텔》 - 박민아 역
- 2011년 《엑스트라 II: 사기꾼의 역습》
- 2013년 《마이 리틀 히어로》 - 사회자 역 (특별 출연)
- 2013년 《밤의 여왕》 - 지은 역 (우정 출연)
- 2017년 《비정규직 특수요원》 - 은정 역
- 2018년 《엄마의 공책》 - 수진 역

### 광고
- 1998년 존슨앤드존슨 클린앤클리어
- 1998년 라데팡스안경
- 1998년 팔도 뿌요소다
- 1998년 새한 에리트베이직 - 위따로 아래따로 편
- 1999년 새한 에리트베이직 - 잘 빠졌다 편
- 2000년 크라운베이커리
- 2002년 기아
- 2002년 케이티프리텔 001 블루
- 2003년 오뚜기 1/2 하프 마요
- 2006년 코오롱 비코그린플러스 - 양약과 생약의 6가지 복합 처방 편
- 2011년 농심 후루룩 국수
- 2013년 삼성전자 스마트 카메라 NX 2000 (With 박수진)
- 2013년 오스터 마이 블렌드 (With 박수진)
- 2013년 유한킴벌리 그린핑거 촉촉한 자연 보습
- 2013년 원앤원 원할머니보쌈 (With 박수진)
- 2014년 롯데리아 T.G.I. 프라이데이 - 스테이크 프로젝트 편 (With 박수진)
- 2014년 롯데리아 T.G.I. 프라이데이 - 여자들이 사랑하는 스테이크 플레이스 편 (With 박수진)
- 2014년 롯데리아 T.G.I. 프라이데이 립아이스테이크 - 김성은 편
- 2014년 델리팜상사 로아커 (With 박수진)
- 2014년 동서식품 필라델피아 크림치즈 (With 박수진)

## 수상 및 후보
| 연도 | 시상식       | 부문                      | 작품                     | 결과 |
| ---- | ------------ | ------------------------- | ------------------------ | ---- |
| 2005 | KBS 연기대상 | 여자 신인연기상           | 별난여자 별난남자        | 후보 |
| 2007 | KBS 연예대상 | 여자 베스트 엔터테이너상  | 해피선데이 - 불후의 명곡 | 수상 |
| 2009 | KBS 연기대상 | 여자 특집·문학관·단막극상 | 2009 전설의 고향 - 금서  | 수상 |

## 가족 관계
- 배우자 : 정조국 (1984년 4월 23일 ~ )
  - 장남 : 정태하 (2011년 8월 20일 ~ )
  - 딸 : 정윤하 (2017년 5월 30일 ~ )
  - 차남 : 정재하 (2020년 1월 27일 ~ )